# آرسين
آرسين هي بلدية في مقاطعة بيرغامو في منطقة لومباردي الإيطالية, وتقع على بعد حوالي 35 كيلومترًا (22 ميلًا) شمل شرق ميلانو وحوالي 14 كيلومترًا (9 ميل) جنوب غرب بيرغامو, اعتبارًا من 31 ديسمبر 2004, كان عدد سكانها 4529 نسمة ومساحتها 4.2 كيلومتر مربع (1.6ميل مربع). 
تقع آرسين على حدود البلديات التالية: كاستل روززون و سيسيرانو و لورانو يوغنانو و بونتيرولو نوفو و تريفيجليو و فيرديلو.

## التطور الديموغرافي
1. ↑  GeoNames (بالإنجليزية), 2005, QID:Q830106
2. ↑  All demographics and other statistics: Italian statistical institute المعهد الوطني للإحصاء.